# جیا یونبینگ
جیا یونبینگ (انگلیسی: Jia Yunbing؛ زادهٔ ۲۴ ژوئن ۱۹۸۱) جودوکار اهل چین بود. وی در بازی‌های المپیک تابستانی ۲۰۰۰ شرکت کرده‌است.